# Менджехув (гмина)

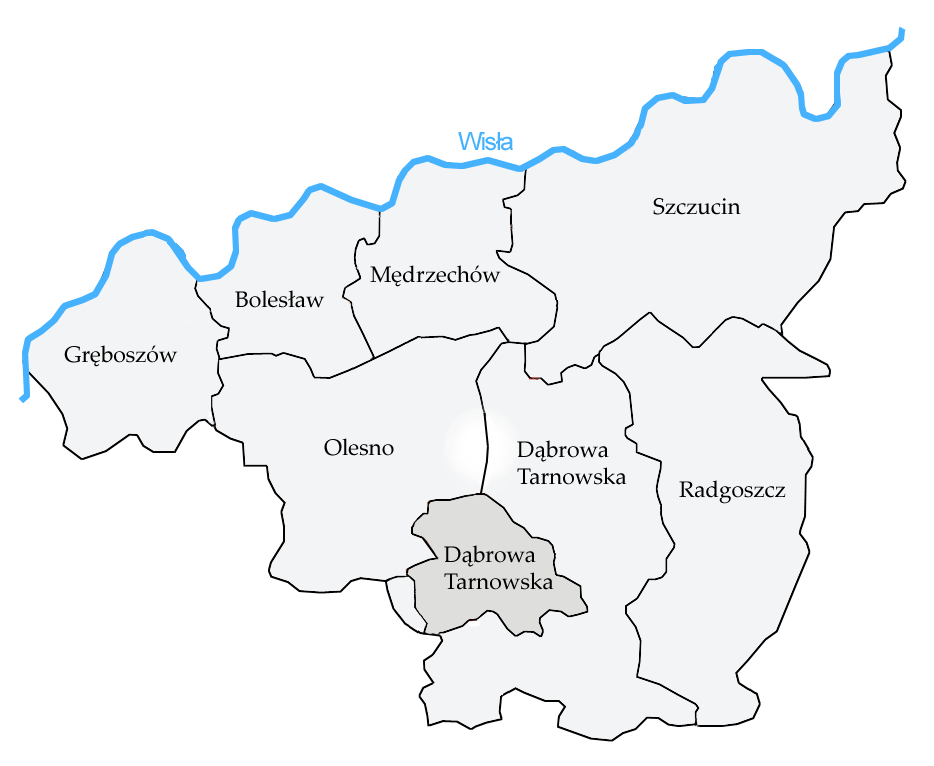

Гмина Менджехув (пол. Gmina Mędrzechów) — сельская гмина (волость) в Польше, входит как административная единица в Домбровский повет, Малопольское воеводство. В 1975-1998 годах гмина входила в состав Тарнувского воеводства. Население — 3650 человек (на 2004 год). Площадь гмины составляет 8,29 % площади повета.

## Демография
Данные по переписи 2004 года:
| Перепись                         | Всего   | Всего | Женщины | Женщины | Мужчины | Мужчины |
| -------------------------------- | ------- | ----- | ------- | ------- | ------- | ------- |
| Единицы                          | человек | %     | человек | %       | человек | %       |
| Население                        | 3650    | 100   | 1855    | 50,8    | 1795    | 49,2    |
| Плотность населения (чел./кв.км) | 83,6    | 83,6  | 42,5    | 42,5    | 41,1    | 41,1    |

## Сельские округа
1. Гронды
2. Купенин
3. Менджехув
4. Одмент
5. Воля-Менджеховска
6. Вуйцина
7. Вулька-Грондзька

## Соседние гмины
1. Гмина Болеслав
2. Гмина Домброва-Тарновска
3. Гмина Новы-Корчин
4. Гмина Олесно
5. Гмина Пацанув
6. Гмина Щуцин